# Damián Steinert
Héctor Damián Steinert (Paraná, Provincia de Entre Ríos, Argentina; 25 de febrero de 1986) es un futbolista argentino. Juega como delantero y su primer equipo fue Newell's Old Boys. Actualmente milita en Atlético Paraná del Torneo Regional Amateur.

## Trayectoria
Damian Steinert se desempeña como delantero.
En 2004 debutó en el Club Atlético Newell's Old Boys de Argentina. En el segundo semestre de 2004 obtuvo su primer campeonato de la mano del Tolo Gallego: el Torneo Apertura 2004. 
El Cachafaz ha jugado 80 partidos convirtiendo 8 goles en Newell's Old Boys tanto en torneos Nacionales e Internacionales.
Más Tarde, firmó contrato con Racing Club para jugar la temporada 09/10.
El siguiente destino de Steinert fue Bursaspor, el campeón turco que se preparaba para jugar la Champions League con otros argentinos como Leonardo Iglesias, Leonel Núñez, Federico Insúa y Pablo Batalla. La experiencia de Damián limitó solo a la liga local, donde apenas disputó 3 partidos.
Ya para 2011 se sumó a las filas de 3 de Febrero de Paraguay. Incluso, jugó un amistoso de pretemporada ante Newell’s, en el que hizo dupla ofensiva con Erwin Ávalos.
En agosto de 2012 acordó de palabra su incorporación a Central Córdoba de Rosario, para jugar con Franco Costanzo en la Primera C, pero finalmente ninguno firmó.
Por último, a fines de 2014 lo buscó Atlético Paraná para formar parte del plantel de la Primera B Nacional, pero no le interesó el proyecto.
Para la temporada 2016 firmó con Unión de Crespo para jugar el Torneo Federal C.

## Clubes
| Club               | País      | Año       |
| ------------------ | --------- | --------- |
| Newell's Old Boys  | Argentina | 2004-2009 |
| Racing             | Argentina | 2009-2010 |
| Bursaspor          | Turquía   | 2010      |
| 3 de Febrero       | Paraguay  | 2011      |
| Unión de Crespo    | Argentina | 2016-2017 |
| Sportivo Urquiza   | Argentina | 2018-2019 |
| Atlético Paraná    | Argentina | 2020-?    |
| Cultural Aranguren | Argentina | 2022-?    |

### Estadísticas
- Actualizado al 30 de junio de 2020

| Club                      | Div.                | Temporada           | Liga | Liga | Copa Nacional | Copa Nacional | Copa Internacional | Copa Internacional | Total | Total |
| Club                      | Div.                | Temporada           | PJ   | G    | PJ            | G             | PJ                 | G                  | PJ    | G     |
| ------------------------- | ------------------- | ------------------- | ---- | ---- | ------------- | ------------- | ------------------ | ------------------ | ----- | ----- |
| Newell's Argentina        |                     |                     |      |      |               |               |                    |                    |       |       |
| 1.ª                       | 2003/04             | 5                   | 0    | -    | -             | -             | -                  | 5                  | 0     |       |
| 1.ª                       | 2004/05             | 17                  | 1    | -    | -             | -             | -                  | 17                 | 1     |       |
| 1.ª                       | 2005/06             | 23                  | 2    | -    | -             | 7             | 3                  | 30                 | 5     |       |
| 1.ª                       | 2006/07             | 9                   | 0    | -    | -             | -             | -                  | 9                  | 0     |       |
| 1.ª                       | 2007/08             | 17                  | 2    | -    | -             | -             | -                  | 17                 | 2     |       |
| 1.ª                       | 2008/09             | 2                   | 0    | -    | -             | -             | -                  | 2                  | 0     |       |
| Total                     | Total               | 73                  | 5    | -    | -             | 7             | 3                  | 80                 | 8     |       |
| Racing Argentina          |                     |                     |      |      |               |               |                    |                    |       |       |
| 1.ª                       | 2009/10             | 7                   | 0    | -    | -             | -             | -                  | 7                  | 0     |       |
| Total                     | Total               | 7                   | 0    | -    | -             | -             | -                  | 7                  | 0     |       |
| Bursaspor Turquía         |                     |                     |      |      |               |               |                    |                    |       |       |
| 1.ª                       | 2010/11             | 3                   | 0    | 2    | 0             | -             | -                  | 5                  | 0     |       |
| Total                     | Total               | 3                   | 0    | 2    | 0             | -             | -                  | 5                  | 0     |       |
| 3 de Febrero Paraguay     |                     |                     |      |      |               |               |                    |                    |       |       |
| 1.ª                       | 2011                | 1                   | 0    | -    | -             | -             | -                  | 1                  | 0     |       |
| Total                     | Total               | 1                   | 0    | -    | -             | -             | -                  | 1                  | 0     |       |
| Atlético Paraná Argentina |                     |                     |      |      |               |               |                    |                    |       |       |
| 4.ª                       | 2020                | 2                   | 0    | -    | -             | -             | -                  | 2                  | 0     |       |
| Total                     | Total               | 2                   | 0    | -    | -             | -             | -                  | 2                  | 0     |       |
| Total en su carrera       | Total en su carrera | Total en su carrera | 86   | 5    | 2             | 0             | 7                  | 3                  | 95    | 8     |

## Palmarés
| Título           | Club              | País      | Año  |
| ---------------- | ----------------- | --------- | ---- |
| Primera División | Newell's Old Boys | Argentina | 2004 |